# Muppet Monster Adventure

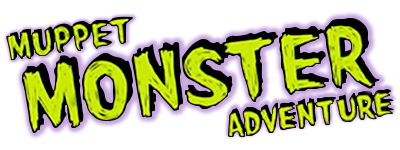

Muppet Monster Adventure è un videogioco a piattaforme per PlayStation, sviluppato da Magenta Software e Jim Henson Interactive nel 2000, e pubblicato da Sony Computer Entertainment in Europa e Midway Home Entertainment in Nord America.

## Trama
Robin la rana è felicissimo di sapere che lui e i Muppet stanno finalmente andando insieme in vacanza. Le sue speranze vengono però deluse quando scopre che, piuttosto che andare alle pendici del Krakatoa o in Inghilterra, la loro destinazione è un "vecchio castello fatiscente in mezzo al nulla". Suo zio Kermit gli ricorda che, in segno di amicizia, hanno deciso di accompagnare il dottor Bunsen Honeydew per ascoltare la lettura del testamento di suo zio. Una volta giunto nel vecchio maniero, Robin si spaventa a causa dell'ambiente circostante, vede una figura minacciosa aprire una porta e sviene.
Robin viene svegliato da Pepe, Beaker e Bunsen in una sorta di laboratorio sotterraneo. Quest'ultimo spiega alla rana che il laboratorio apparteneva al suo defunto zio Petri e che, dopo lo svenimento di Robin, il gruppo dei Muppet è caduto in un'imboscata e molti di loro sono stati trasformati in mostri a causa di un'"energia malvagia" che proviene del castello. Inoltre, essa ha iniziato a diffondersi nel vicino villaggio trasformandolo in un luogo pericoloso. Per affrontare il pericolo, Bunsen dà a Robin un guanto (che può funzionare solo se usato da un anfibio) e uno zainetto grazie ai quali è possibile raccogliere e accumulare la malvagità dei mostri.
Inizialmente, Robin si fa strada nel castello di Honeydew, affrontando cavalieri e guardie corrotti prima di sconfiggere e salvare Gonzo, che si è trasformato in un vampiro. Successivamente, Robin si avventura nella periferia del villaggio, dove sconfigge pirati e scheletri rianimati per arrivare da Fozzie, che è divenuto un licantropo. Dopo aver salvato anche quest'ultimo dalla maledizione, la rana si avventura nelle foreste che circondano il villaggio, anch'esse mutate dall'energia oscura, dove, dopo essere stato ostacolato da cacciatori e contadini, incontra Kermit, trasformatosi in una parodia del mostro di Frankenstein. Dopo aver raggiunto e salvato anche Clifford, che si trova nei quartieri arabi e fluviali del villaggio ed è mutato in una sorta di mostro della laguna nera, Robin si avventura nelle paludi, dove è costretto a combattere contro uomini armati, piranha, pesci palla e coccodrilli, prima di arrivare a Miss Piggy, divenuta una caricatura della moglie di Frankenstein. Dopo aver liberato anche lei dal potere del male, Robin giunge nelle aree montuose vicine al villaggio, ove viene ostacolato da altri nemici, fra cui alcuni monaci impazziti, e ritorna nel castello dove è costretto ad affrontare il barone Petri, il principale responsabile della diffusione dell'energia oscura, e il cui aspetto ricorda quello di Erik de Il fantasma dell'Opera. Sconfitto quest'ultimo, Robin sviene nuovamente.
Robin viene risvegliato da Bunsen e, dopo essersi accorto di essere in mezzo agli altri Muppet immutati e che il misterioso personaggio che aveva aperto la porta non è altri che Chives, il maggiordomo di Petri, sostiene di aver soltanto fatto un sogno. Quando lui e i suoi amici salgono insieme le scale, appare magicamente il guanto del potere nella mano di Robin, e un dipinto raffigurante il Barone Petri lo invita a non dire nulla ai suoi amici di ciò che è appena accaduto. Ciò lascia intendere che Robin potrebbe aver davvero vissuto la sua avventura.

## Modalità di gioco
Lo scopo del gioco è quello di terminare dei livelli strutturati a mo' di percorso e al termine dei quali vi sono dei portali. Questi potranno essere aperti soltanto raccogliendo dell'"energia del male" sparsa nelle varie aree di gioco e che può essere ottenuta sconfiggendo i nemici. Al termine di ogni serie di tre livelli, Robin deve affrontare un boss (accessibile solo dopo aver raccolto alcuni speciali gettoni) che, una volta sbaragliato, permetterà al protagonista di accedere a nuove aree di gioco.
Robin ha la capacità di saltare, colpire gli avversari roteando su sé stesso o usando i poteri del guanto, correre e saltare. Inoltre, dopo aver acquisito alcuni speciali pezzi di amuleto, potrà trasformarsi, a seconda delle circostanze, in una particolare creatura mostruosa per planare (potere di Gonzo), arrampicarsi (potere di Fozzie), spingere grossi blocchi di pietra (potere di Kermit), nuotare sott'acqua (potere di Clifford) ed eseguire colpi di karate che servono a distruggere alcuni ostacoli altrimenti impossibili da superare (potere di Miss Piggy). Le meccaniche di Muppet Monster Adventure attingono a piene mani a quelle di altri giochi platform del periodo, fra cui i titoli della saga di Spyro (il cui ingegnere del suono, Michael Gollom, partecipò anche alla creazione di 'Muppet Monster Adventure) e di Crash Bandicoot (l'attacco rotante di Robin è infatti identico a quello di Crash), Croc, Gex: Enter the Gecko, Rayman 2 e Super Mario 64.
In molti livelli, il protagonista incontra vari personaggi del franchise dei Muppet, quali Pepe (che gli dà importanti informazioni), il cuoco Olaf (che chiede a Robin alcuni ingredienti per preparare dei piatti) Rizzo il ratto (che appare in diversi livelli incitando il protagonista a raccogliere uno speciale gettone nascosto) e Beaker (che fornisce occasionalmente a Robin un jetpack da usare per distruggere alcuni ostacoli). Inoltre, Robin può contare su un portale grazie al quale può trasferirsi da un livello a un altro purché abbia raccolto sufficiente energia oscura.

## Accoglienza
Muppet Monster Adventure ha ricevuto recensioni miste. Scott Steinberg di GameSpot lo ha definito "sorprendentemente lucido e divertente", ma non è rimasto impressionato dagli effetti sonori del gioco e dalla colonna sonora, che ha definito "dimenticabile". Jeremy Conrad di IGN è invece contrario a ciò che dichiara Steinberg, ritenendola "probabilmente la cosa migliore dell'intero gioco", anche se ritiene che il gameplay "non si può davvero considerare particolarmente innovativo". Il gioco è stato apprezzato per la scelta di permettere a Robin di trasformarsi e per lo stile di nuoto, considerato "intuitivo" e che ricorda quello di Mario in Super Mario 64.